# Мангалица
«Овечья свинья» перенаправляет сюда. Про роман Дика Кинга-Смита см. Овечья свинья.

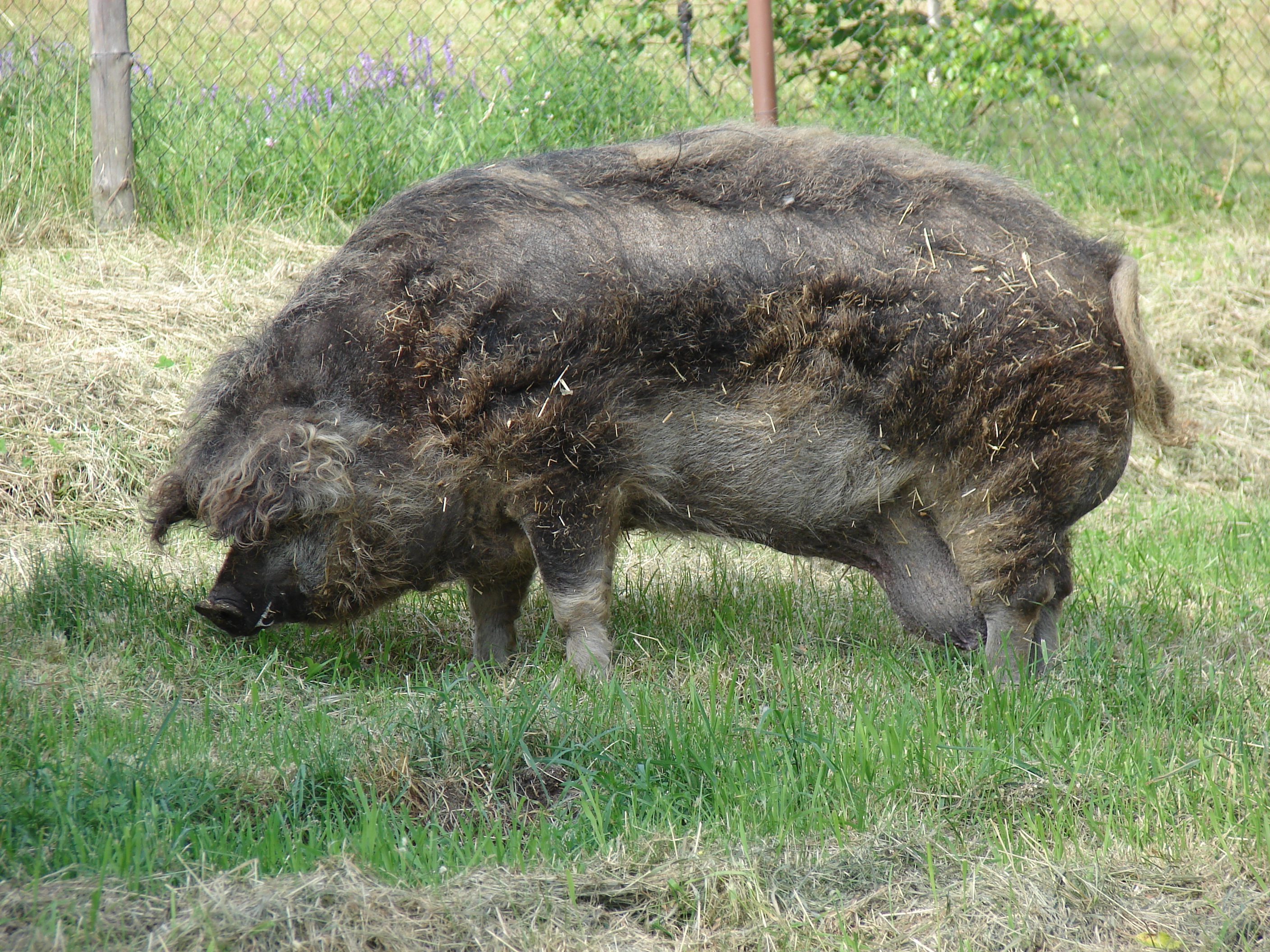
Свинья породы «мангалица» окраса «ласточка» в садах Каданьский монастырь в Кадани, Чешская Республика

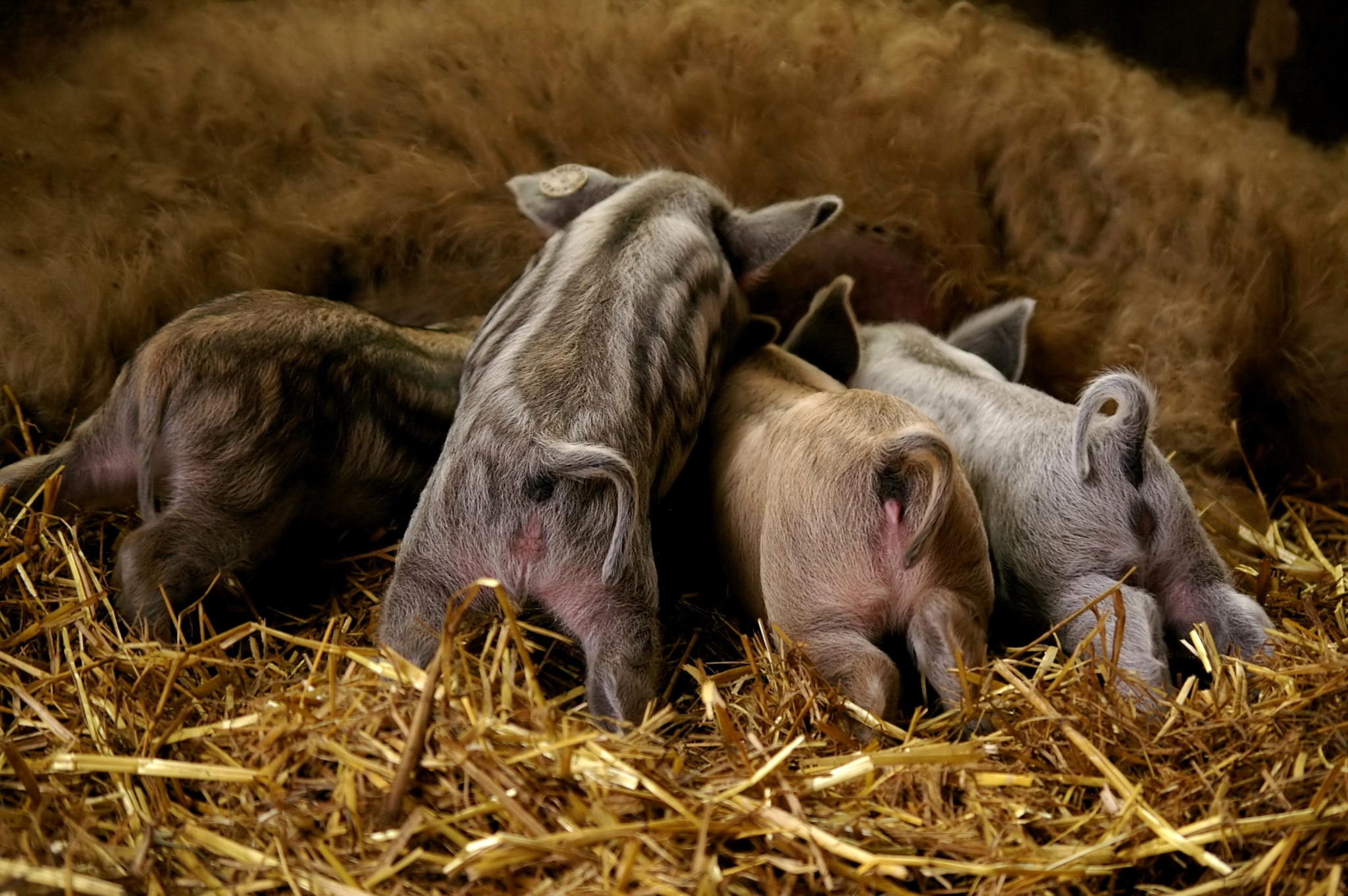
Поросята мангалицы (около месяца) в Мюнстерланде, Германия

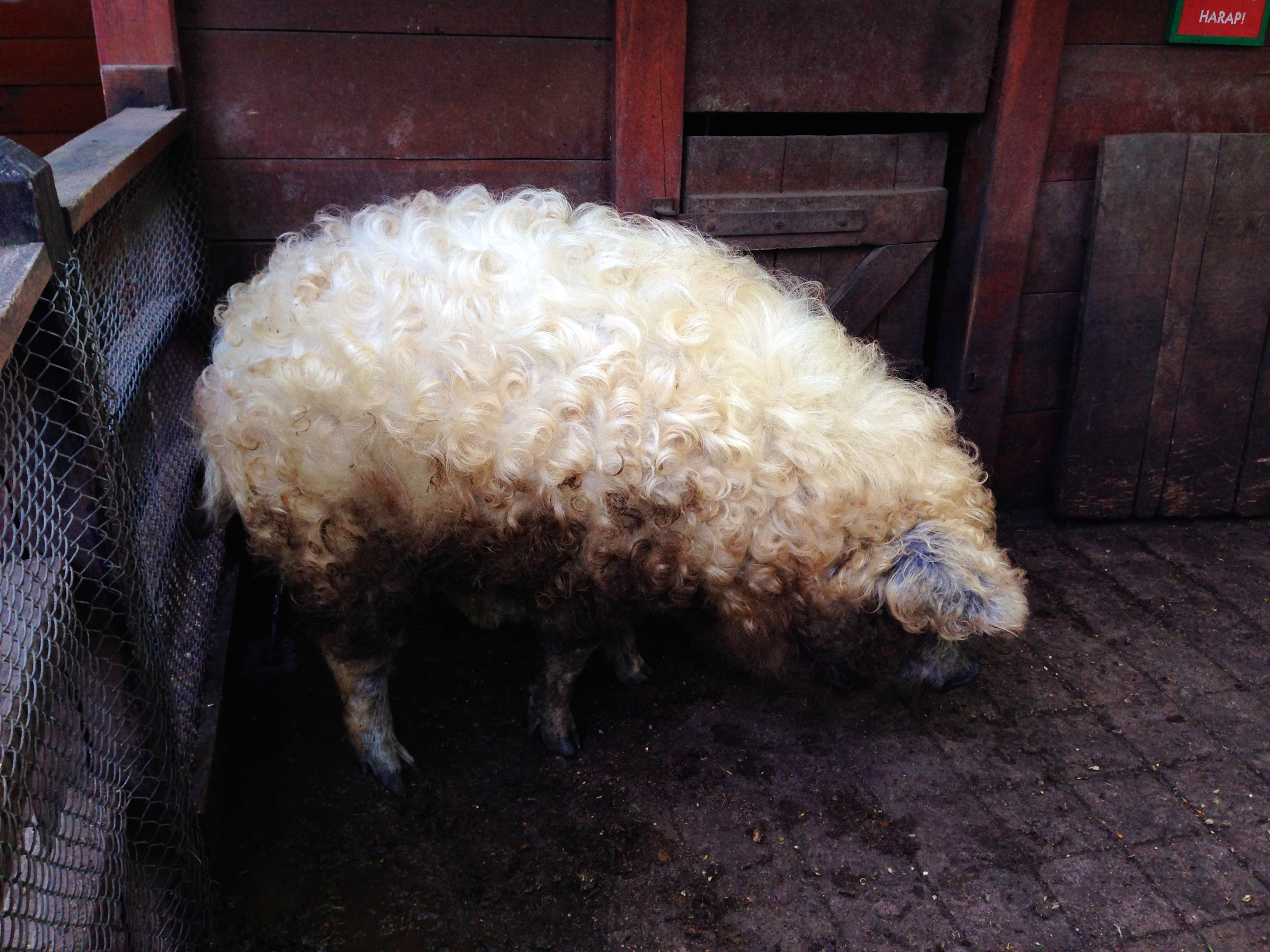
Кудрявая светло-шёрстная свинья мангалица в зоопарке Будапешта, Венгрия

Мангалица (венг. mangalica) — венгерская порода домашних свиней; была выведена в середине XIX века путём скрещивания венгерских пород из Салонты и Бакони с европейским кабаном и сербской шумадийской породой. Свинья породы мангалица имеет густую кудрявую шерсть, похожую на шерсть овец. Кроме неё, единственная известная порода свиней с длинной шерстью — вымершая линкольнширская кудрявошёрстная свинья из Англии.

## История
Белая свинья породы мангалица была выведена на основе старых выносливых венгерских пород свиней (Bakonyi и Szalontai), скрещенных с европейским кабаном и сербской породой (и позже с другими, такими как серб. Alföldi) в Австро-Венгрии (1833). В этом году принц Сербии Милош Обренович послал 10 свиноматок и двух хряков автохтонной сербской породы шумадинка эрцгерцогу Иосифу, палатину Венгрии, для создания новой породы. Эти свиньи, выращенные на княжеской ферме Топчидер вблизи от Белграда, использовались для создания в начале XIX века на территории современного округа Арад в Румынии породы «чёрный сирмиум», или «чёрная мангалица». Новая быстрорастущая свинья сального типа не требовала особого ухода, что сделало её очень популярной в Венгрии.
В 1927 году было создано «Национальное общество заводчиков сальных свиней» («Национальная ассоциация заводчиков мангалицы»; венг. Mangalicatenyésztők Országos Egyesülete), которое занялось улучшением породы. Мангалица была самой популярной породой свиней в регионе до 1950 года (в 1943 году в Венгрии насчитывалось 30 тысяч голов). С тех пор поголовье мангалицы снижается, вытесненное поставками доступного замороженного мяса. В 1991 году в Венгрии осталось менее двухсот мангалиц. Выращиванием свиней этой породы занялась испанская компания «Monte Nevado», за что её генеральный директор в 2016 году был награждён офицерским крестом ордена Заслуг Венгрии. В настоящее время содержание мангалицы вновь стало популярным. В Венгрии чуть более 7 тысяч свиноматок приносят около 60 тысяч поросят ежегодно.
Помимо Венгрии, мангалицу разводят в Австрии, Канаде, Чехии, Германии, Румынии, Сербии, Словакии, Швейцарии и Соединённых Штатах. В марте 2006 года семнадцать свиней были экспортированы из Австрии в Великобританию, где они зарегистрированы в британской Ассоциации свиноводов. В 2007 году некоторые из них были экспортированы в Соединённые Штаты.
В 1998 году в Сербии свиньи породы мангалица, полностью исчезнувшие здесь к 1980 году, были интродуцированы в болотистой местности Засавица. Выпущенные для свободного содержания в резервате свиньи частично одичали, известны случаи их спаривания с дикими кабанами. К началу 2010-х годов их численность в Засавице и мелких хозяйствах в Срема и Мачвы достигла 1000 голов. Поскольку автохтонные сербские породы домашних свиней «шишка» (серб. Šiška) и прародитель мангалицы «шумадинка» (серб. Šumadinka) вымерли, мангалица (по-сербски «мангулица») считается единственной сохранившейся коренной породой в Сербии.

## Разновидности
Существуют три разновидности мангалицы, отличающиеся только окрасом — белая, ласточка и красная. Красная свинья рыжего окраса выведена скрещиванием белой мангалицы с породой «залонта» (венг. Szalonta). Ласточка получена скрещиванием белой мангалицы с вымершей чёрной мангалицей (по другим данным — с сирмиумом) и имеет комбинированный окрас: чёрные спина и бока и светлый — желтоватый или серебристо-серый — живот. Другие чистокровные разновидности (в том числе «чёрная», «волк» и «барис») фактически вымерли, в Венгрии обсуждают возможность их восстановления из помесного племенного материала.

## Содержание и использование

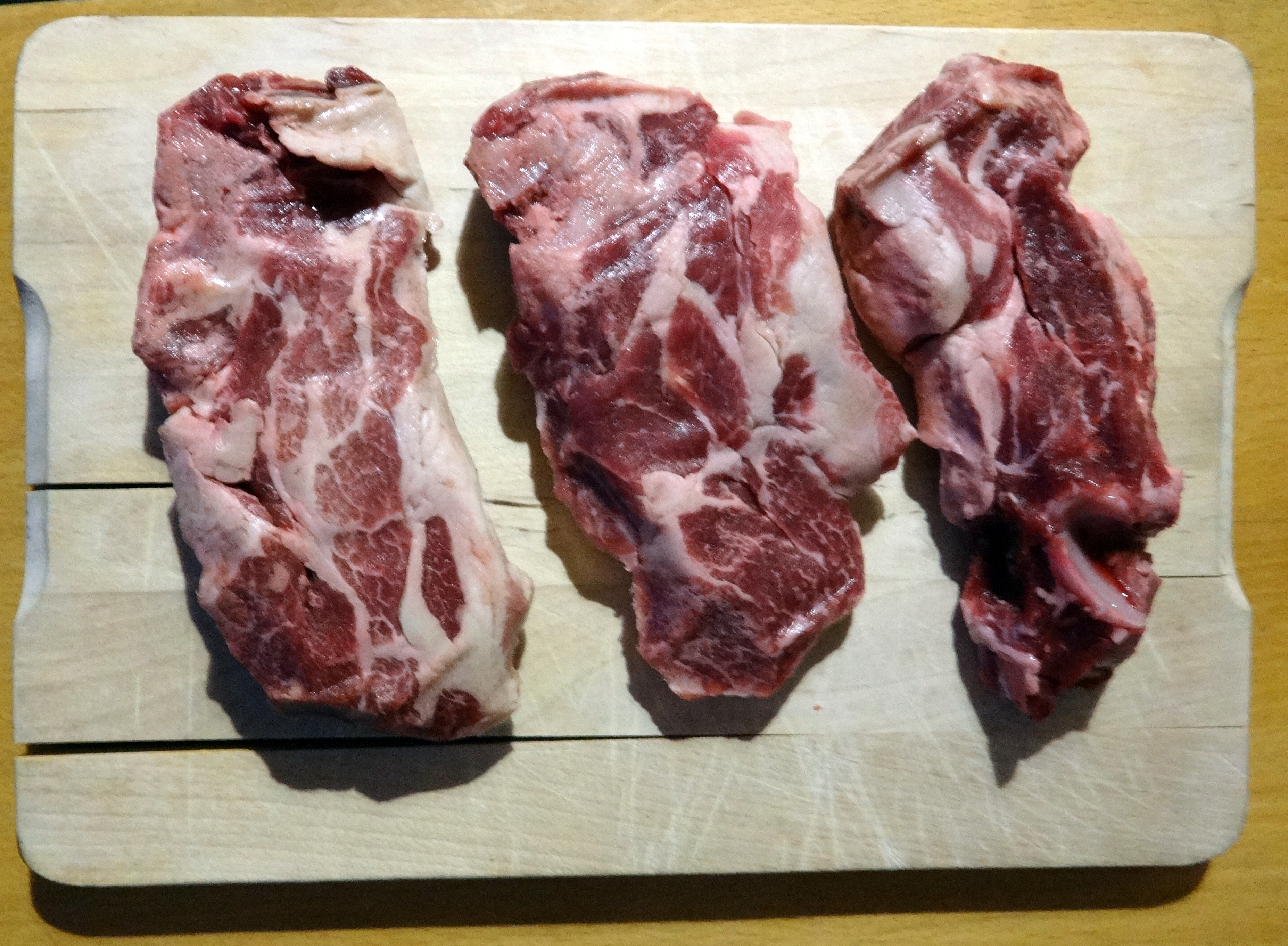
Мясо мангалицы

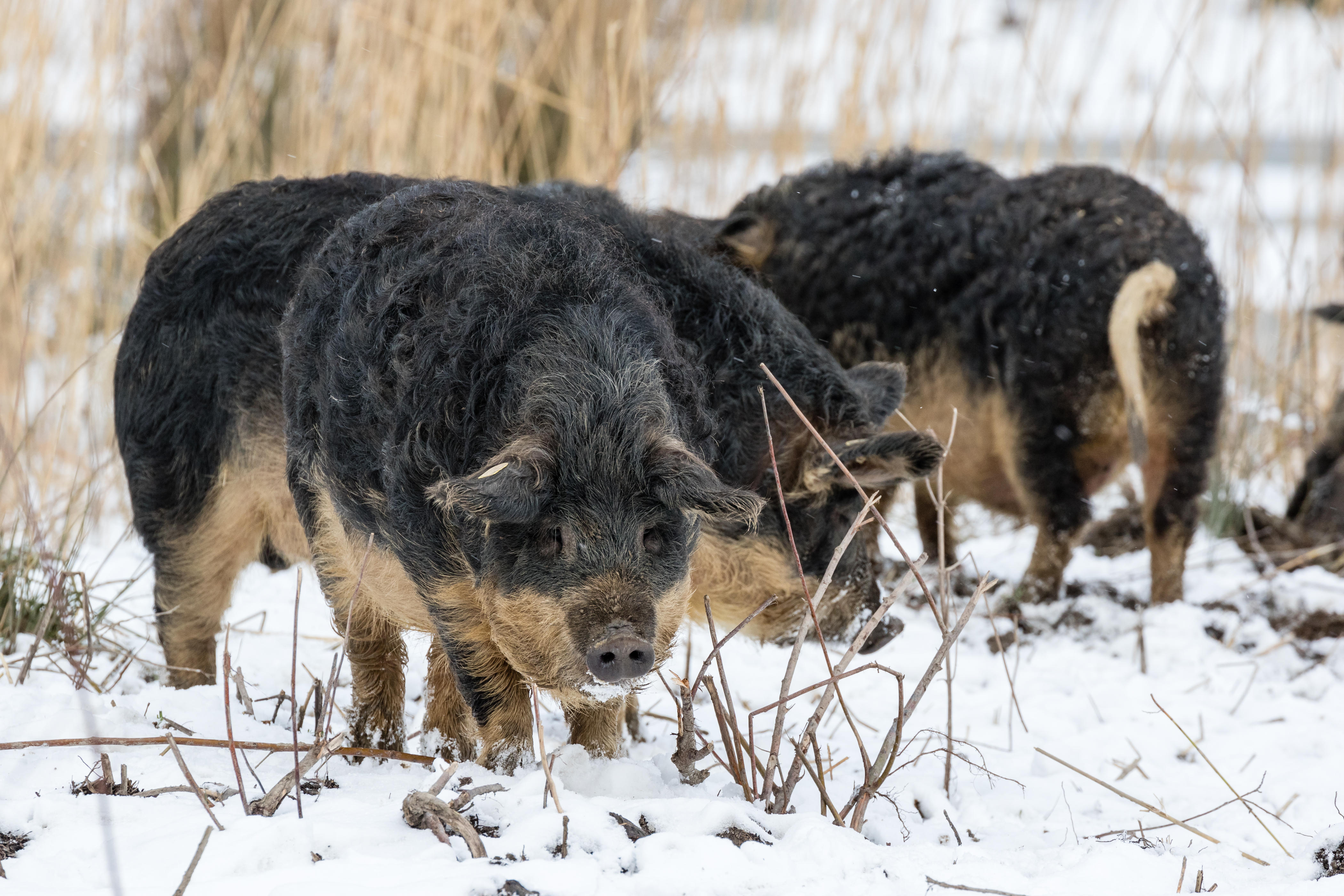
Мангалица окраса «ласточка», обросшая шерстью к зиме

Свиньи породы мангалица относятся к сальному типу и дают мало нежирного мяса, поэтому её постепенно заменили современные домашние породы. Мангалица обычно содержится на смешанном или свободном выпасе, рацион дополняют выращенным в хозяйстве картофелем и тыквой. Мангалица — сальная разновидность. Уже к 7-8 месяцам у них нарастет слой жира толщиной в 5 см. У крупных особей он бывает в два раза больше.
Животные достигают убойного веса к возрасту 12 месяцев.
Из мяса мангалицы производят главным образом колбасу в оболочке из свиной кишки. Мясной фарш приправляют солью, перцем, сладкой паприкой и другими специями. Колбасу нарезают ломтиками и подают с маринованными овощами. Тушёную свинину подают с квашеной капустой, картофелем и фаршированным перцем. Фермеры также производят копчёную ветчину. Свежее мясо мангалицы сочное и имеет выраженный вкус; лучшее мясо получают от поросят.